# Patelladysplasie
Die Patelladysplasie ist eine Fehlbildung der Kniescheibe (Patella), bei der diese eine asymmetrische Form aufweist.

## Ursachen
Die Asymmetrie der Patella ist zumeist angeboren, kann jedoch auch als Folge eines Unfalls auftreten.

## Symptome
Aufgrund der Asymmetrie entsteht bei andauernder Belastung der Kniescheibe ein ungleichmäßiger Abrieb der darunter liegenden Knorpelschicht. Je nach Ausprägung der Patelladysplasie kann dies bereits im Kindesalter zu erheblichen Schmerzen führen oder aber über Jahrzehnte hinweg keinerlei Beschwerden verursachen. Anfangs bemerkt man eine Patelladysplasie meist nicht direkt und der Betroffene klagt über mäßige bis starke Beschwerden bei Belastung und je nach Ausbreitung auch in Alltagssituationen (Beugen, hinsetzen). Bei vielen Betroffenen macht sich die Patelladysplasie in Entspannungs- und Ruhesituationen (wie bsp. liegen, schlafen gehen) bemerkbar. Je nach Schädigung der Knorpelschicht kann sich eine Patelladysplasie akustisch bemerkbar machen, indem die Knie bei Beugung unter Belastung knirschen. Ist der Knorpelverschleiß bereits weiter fortgeschritten, treten Schmerzen auf.
Viele blaue Flecke können ebenfalls ein Anzeichen einer fortgeschrittenen Patelladysplasie sein.

## Diagnose
Je nach Ausprägung kann der Facharzt mittels bloßem Auge eine Asymmetrie der Kniescheibe erkennen. Abgesichert wird diese Diagnose mittels eines Röntgenbilds des gebeugten Knies.

## Therapie
Therapiemöglichkeiten stehen in direkter Abhängigkeit zum Fortschritt der Knorpelschädigung. Ein Wiederaufbau einer zerstörten Knorpelschicht ist nicht möglich, so geht es um das Verhindern eines weiteren Fortschreitens, noch bestehender Knorpel soll erhalten werden. Ein Schonen der Knie vor übermäßigen Belastungen sowie ein Aufbau der Muskulatur rund um die Knie sind gängige Maßnahmen. Der Orthopäde stellt hierfür in der Regel ein Rezept für den Physiotherapeuten aus.